# Outland

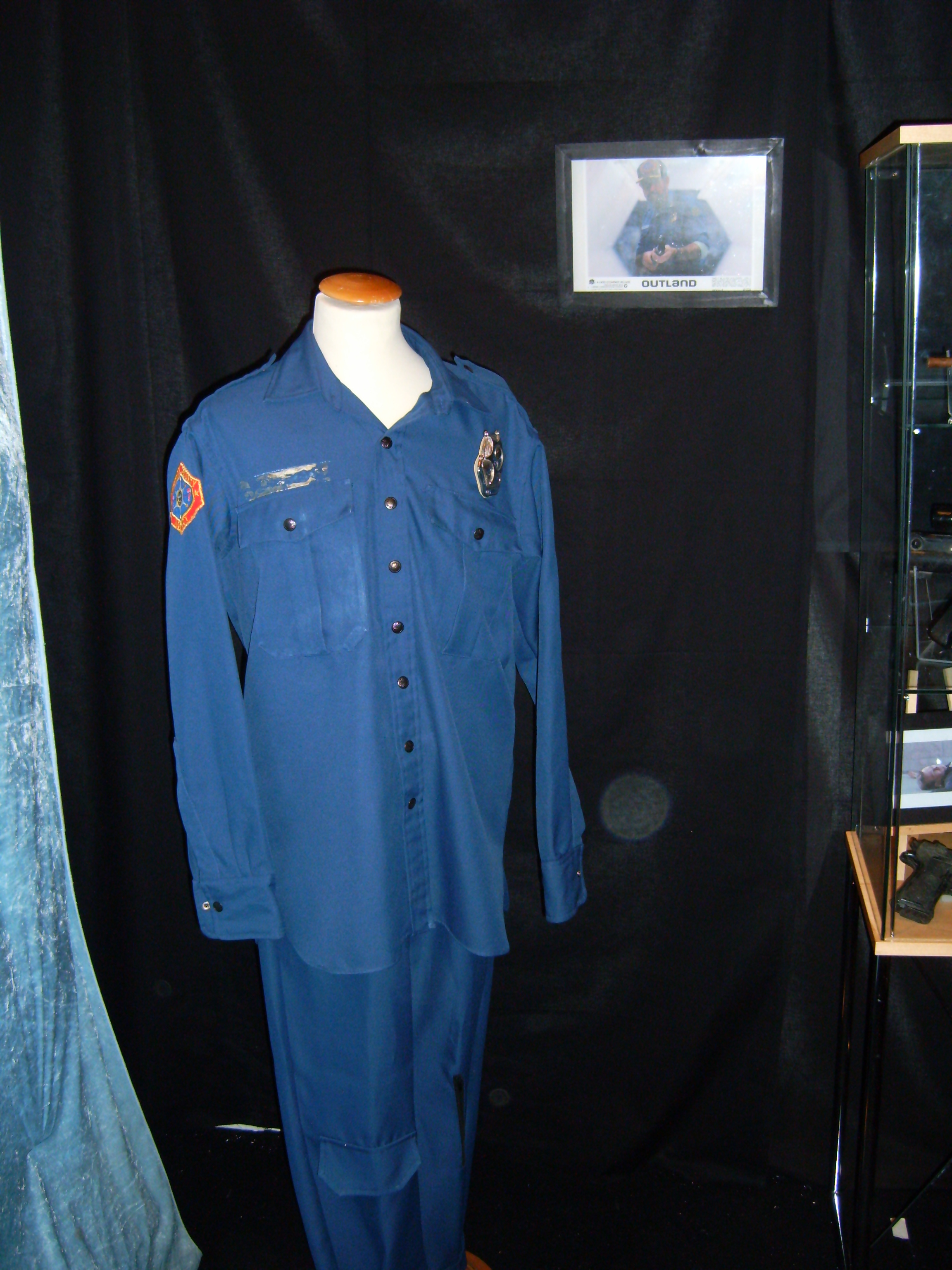
Kläderna som Sean Connery hade i filmen.

Outland är en brittisk science fiction-film från 1981, skriven och regisserad av Peter Hyams, med bland andra Sean Connery, Peter Boyle och Frances Sternhagen i rollerna.

## Handling
Bill O'Niel (Sean Connery) jobbar som federal sheriff för en gruva på månen Io, utanför planeten Jupiter. En dag tar han upp om fall där gruvarbetare börjar dö under mystiska omständigheter. Efter undersökningar upptäcker han att det rör sig om en drog som används av gruvarbetare så att de kan fortsätta arbeta. Detta leder till att någon försöker döda O'Niel.

## Medverkande i urval
- Sean Connery – Marshal William T. "Bill" O'Niel
- Peter Boyle – Mark Sheppard
- Frances Sternhagen – Dr. Lazarus
- James B. Sikking – Sgt. Montone
- Kika Markham – Carol O'Niel
- Clarke Peters – Ballard
- Steven Berkoff – Sagan
- John Ratzenberger – Tarlow
- Nicholas Barnes – Paul O'Niel
- Angelique Rockas – Underhållskvinna

## Om filmen
- Filmen är inspelad på Pinewood Studios, Iver Heath, Buckinghamshire, Storbritannien med en budget på $16 000 000.[1] Filmens arbetstitel var "Io" men ändrades eftersom folk kunde tro att det stod för siffran 10, eller "lo" ("low") [1].
- Filmens handling är delvis baserad på Sheriffen (1952).
- Filmen blev Oscarsnominerad för bästa ljud.